# Westminster (Massachusetts)
Westminster é uma vila localizada no condado de Worcester no estado estadounidense de Massachusetts. No Censo de 2010 tinha uma população de 7.277 habitantes e uma densidade populacional de 75,42 pessoas por km².

## Geografia
Westminster encontra-se localizado nas coordenadas 42° 33′ 17″ N, 71° 54′ 20″ O. Segundo o Departamento do Censo dos Estados Unidos, Westminster tem uma superfície total de 96.48 km², da qual 91.77 km² correspondem a terra firme e (4.89%) 4.72 km² é água.

## Demografia
Segundo o censo de 2010, tinha 7.277 pessoas residindo em Westminster. A densidade populacional era de 75,42 hab./km². Dos 7.277 habitantes, Westminster estava composto pelo 96.29% brancos, o 0.89% eram afroamericanos, o 0.19% eram amerindios, o 1% eram asiáticos, o 0% eram insulares do Pacífico, o 0.49% eram de outras raças e o 1.13% pertenciam a duas ou mais raças. Do total da população o 2.65% eram hispanos ou latinos de qualquer raça.